# Sha
Nenad Aleksić (Beograd, 11. april 1980), poznatiji pod umetničkim imenom Ša (stilizovano Sha), srpski je pevač i član bivše hip hop grupe Sha-Ila. Bivši je učesnik rijalitija Farma i Zadruga.

## Diskografija

### Albumi
Sa grupom Sha-Ila
- Budi jak (1998)[2]
- (2000)[3]
- O-pet (2001)[4]
- (2003)[5]
- 10 godina (2004)[6]

Solo
- 1 blok jedna priča (2007)[7]
- Veliki mali čovek (2009)[8]
- (2010)[9]